# Diessbach bei Büren
Diessbach bei Büren es una comuna suiza del cantón de Berna, situada en el distrito administrativo del Seeland. Limita al norte con las comunas de Dotzigen y Büren an der Aare, al este con Schnottwil (SO), al sur con Wengi bei Büren, Grossaffoltern y Lyss, y al oeste con Büetigen.
Hasta el 31 de diciembre de 2009 situada en el distrito de Büren.

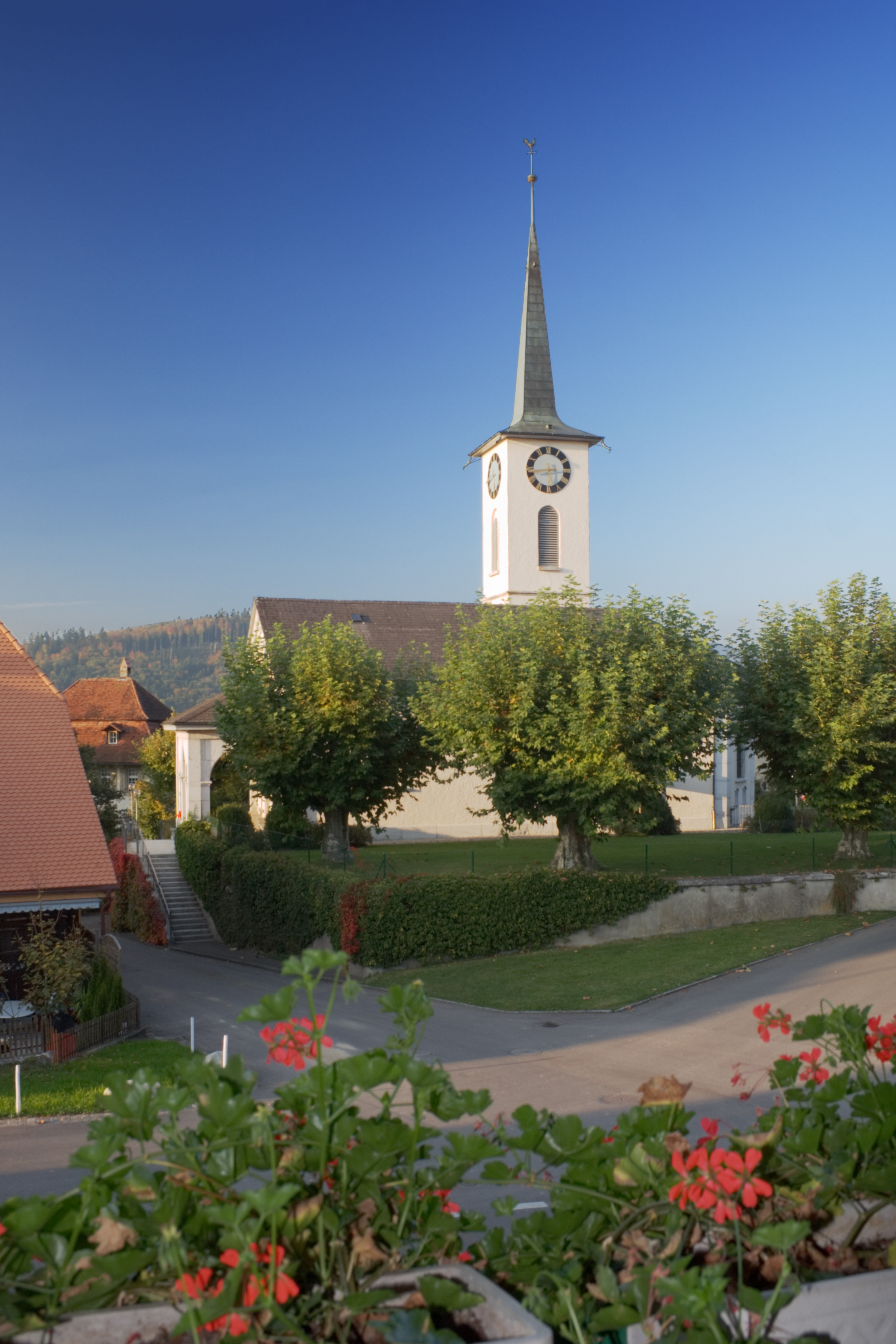
Iglesia en Diessbach.

## Demografía
Las siguientes poblaciones históricas están basadas en censos. Poblaciones de años anteriores son más difíciles de estimar.
| Año  | Población |
| ---- | --------- |
| 1764 | 317       |
| 1850 | 776       |
| 1920 | 791       |
| 1950 | 798       |
| 2000 | 862       |